# Peralada
Peralada (tiếng Tây Ban Nha: Perelada) là một đô thị trong comarca Alt Empordà, Girona, Catalonia, Tây Bna Nha.
Peralada cách Figueres 6,5 km về phía tây, Roses 13.6 km về phía đông nam.
42°19′B 3°01′Đ / 42,317°B 3,017°Đ